# Tectaria oligophylla
Tectaria oligophylla là một loài thực vật có mạch trong họ Dryopteridaceae. Loài này được (Rosenst.) C. Chr. miêu tả khoa học đầu tiên năm 1934.